# تولید خالص
تولید خالص (انگلیسی: Net generation) میزان برق تولیدی در نیروگاه است که در جهت استفاده مصرف‌کنندگان انتقال و توزیع می‌گردد. تولید خالص از برق کل تولیدی به دلیل استهلاک داخلی نیروگاه کم‌تر است.

تولید خالص =  خروجی الکتریکی گروس − استهلاک داخلی نیروگاه